# Madarsák
Madarsák (románul: Mădrigești) falu Romániában, a Partiumban, Arad megyében.

## Fekvése
Honctőtől délre, a Fehér-Körös mellékvölgyében fekvő település

## Története
A falut 1441-ben, majd 1445-ben említette először oklevél Madarsakfalwa néven. 1525-ben Madersak, 1808-ban Madrizesty, 1888-ban Madrizest, 1913-ban Madarsák néven írták. 1525-ben Madersak a világosi várhoz tartozott.
1851-ben Fényes Elek írta a településről: „Madrizestyi, Arad vármegyében, nagy hegyek közt, 623 óhitü lakossal, s anyatemplommal.”
1910-ben 620 lakosából 588 román, 24 fő magyar, 6 német volt. A népességből 87 fő görögkeleti ortodox, 19 római katolikus, 7 evangélikus volt.
A trianoni békeszerződés előtt Arad vármegye Borossebesi járásához tartozott.
A 2002-es népszámláláskor 325 lakosa közül mindenki román nemzetiségű volt.

## Nevezetesség
- Szent György-fatemplom[2]